# Michail Wladimirowitsch Wolkenstein
Michail Wladimirowitsch Wolkenstein (russisch Михаил Владимирович Волькенштейн, wiss. Transliteration Michail Vladimirovič Vol'kenštejn; * 10. Oktoberjul. / 23. Oktober 1912greg. in Sankt Petersburg; † 18. Februar 1992 in Moskau) war ein russischer Biophysiker.

## Leben
Er lehrte als Professor am Moskauer Moskauer Physikalisch-Technische Institut und leitete das Institut für Molekularbiologie der Akademie der Wissenschaften der UdSSR, deren korrespondierendes Mitglied er seit 1966 war. 1950 erhielt er den Stalinpreis.

## Veröffentlichungen

### Wissenschaftlich
Wolkensteins wissenschaftliche Veröffentlichungen gelten dem Gebiet der Quanten-Biophysik, der Chemie der Biopolymere, des quantenmechanischen Modells der Enzym-Katalyse (1970) und der Fermi-Resonanz in the Peptid-Bindungen.
- M.V. Volkenshtein, R.R. Dogonadze, A.K. Madumarov, Z.D. Urushadze, Yu.I. Kharkats: Theory of Enzyme Catalysis. In: Molekuliarnaya Biologia. Moscow, 6, 1972, S. 431–439 (in Russisch mit einer Zusammenfassung auf Englisch).

### Populärwissenschaftlich
Ein besonderes Interesse Wolkensteins als Lehrer galt der anschaulichen Darstellung seines Fachgebietes in populärwissenschaftlichen Veröffentlichungen.
- Mikhail V. Volkenstein: Entropy and Information. Progress in Mathematical Physics. Vol. 57, Birkhäuser, 2009, ISBN 978-3-0346-0077-4.
- Michail W. Wolkenstein: Entropie und Information. 1986, ISBN 3-8171-1100-2 und ISBN 3-05-500628-3 (Wegen Urheberrechtsstreitigkeiten zwischen zwei russischen Verlagen wurde diese Übersetzung ins Deutsche vom Markt genommen. Sie ist aber in vielen Bibliotheken zu finden.)
- Mikhail V. Volkenstein: Physical Approaches to Biological Evolution. 1994, ISBN 3-540-57652-5.